# Dragon Quest VI: Realms of Revelation
Dragon Quest VI: Realms of Revelation (ドラゴンクエストVI 幻の大地 Doragon Kuesuto Shikkusu Maboroshi no Daichi?, lit. "Dragon Quest VI: Land of Illusion"), Dragon Quest VI: Realms of Reverie i Europa, är ett rollspel utvecklat av Heartbeat och utgivet av Enix till SNES som en del av Dragon Quest-serien, och det sista Dragon Quest-spelet i Zenithia-trilogin. Spelet släpptes den 9 december 1995 i Japan. Tidigare spel i serien hade utvecklats av Chunsoft. I juli 2007 meddelade Square Enix att man skulle göra remake-versioner av Dragon Quest IV: Chapters of the Chosen, Dragon Quest V: Hand of the Heavenly Bride och Dragon Quest VI: Realms of Revelation till Nintendo DS, vilket blev den första remaken till andra konsoler av sist nämnda spel. Spelet släpptes i Nordamerika den 14 februari 2011, och i Europa den 20 maj samma år. Släppet av en version till Android och IOS 2014 har också meddelats.
Spelet är det sjätte i Dragon Quest-serien, och grafiken och spelupplägget liknar tidigare spel, med mindre uppdateringar. Grafiken hade utvecklats jämfört med Dragon Quest V: Hand of the Heavenly Bride, som också var till SNES. Spelkontrollen är i stort sett densamma, och turordningsbaserade stridsscener ses fortfarande i förstapersonsperspektiv. Klassystemet från Dragon Quest III förekommer också, med mindre förändringar. Trots det höga priset på 11 400 yen sålde spelet i 3,2 miljoner exemplar, och blev det bäst säljande i Japan 1995. Nintendo-DS versionen hade i mars 2010 sålt i ytterligare en miljon exemplar.

## Handling
Huvudpersonen är en hjälte som skall rädda världen. Spelets hjältar får också kämpa mot huvudvärk, då flera av dem i början av spelet inte vet vilka de är. Efter att ha genomfört en serie uppdrag, får man reda på att förutom den verkliga världen finns också en drömvärld, som skapas ur drömmar, och att en stor ondska försöker erövra båda.

### Fotnoter
1. ↑  Square Enix (21 maj 2008). ”Experience Dragon Quest in the Palm of Your Hand Zenithia Trilogy Announced for Europe”. Pressmeddelande.  Läst 13 maj 2014.
2. ↑  Kalata, Kurt (4 februari 2008). ”The History of Dragon Quest”. Gamasutra. Gamasutra. http://www.gamasutra.com/view/feature/3520/the_history_of_dragon_quest.php. Läst 13 maj 2014.
3. 1 2  ”Dragon Quest VI Official Page” (på japanska). Square Enix. http://www.jp.square-enix.com/archive/dq6/. Läst 13 maj 2014.
4. ↑  ”Enix Comments on DQVIII As Heartbeat Steps Away”. RPGfan. 2002. Arkiverad från originalet den 7 september 2012. https://www.webcitation.org/6AUohAvKF?url=http://www.rpgfan.com/news/2002/1102.html. Läst 13 maj 2014.
5. ↑  ”SQUARE ENIX announces DRAGON QUEST titles including DRAGON QUEST VIII for smartphones (For Japan)” (på japanska). Square Enix. 8 oktober 2014. http://www.jp.square-enix.com/company/ja/news/2013/html/56a7abe635cc1de7c0719e76f250d640.html. Läst 13 maj 2014.
6. ↑  ”販売本数ランキング”. Game Ranking. Arkiverad från originalet den 10 maj 2012. https://web.archive.org/web/20120510072555/http://gameranking.jp/ranking-sale/?0+1995. Läst 13 maj 2014.
7. ↑  Gantayat, Anoop (1 februari 2010). ”DQM: Joker 2 Announced”. IGN. IGN. http://www.ign.com/articles/2010/02/01/dragon-quest-monsters-sequel-announced. Läst 13 maj 2010.